# Nilea laevis
Nilea laevis är en tvåvingeart som beskrevs av Villeneuve 1932. Nilea laevis ingår i släktet Nilea och familjen parasitflugor. Inga underarter finns listade i Catalogue of Life.